# Waterbeheersysteem van Augsburg
Het Waterbeheersysteem van Augsburg in de Duitse stad Augsburg kan worden gezien als voorbeeld van de geschiedenis van watergebruik en waterbeheer in een Europese stad. De historische gebouwen en structuren voor het gebruik van stromend water en de drinkwatervoorziening stammen uit de 15e tot het begin van de 20e eeuw. Ze werden op 6 juli 2019 tijdens de 43e sessie van de Commissie voor het Werelderfgoed uitgeroepen tot UNESCO-werelderfgoed en toegevoegd aan de werelderfgoedlijst. De voorzieningen bestaan uit een netwerk van multifunctionele waterkanalen, het oudste waterleidingbedrijf, de oudste waterleidingen en de oudste watertoren van Duitsland.
Het systeem omvat bronnen van zowel drinkwater als proceswater (respectievelijk bronwater en rivierwater) en netwerk van kanalen en waterlopen waarin de twee soorten water strikt gescheiden zijn; watertorens uit de 15e tot 17e eeuw die pompwerktuigen huisvestten die werden aangedreven door waterraderen en later door turbines om de hoogteverschillen die het plateau dat het historische stadscentrum van Augsburg kent te overbruggen.
Het waterbeheersysteem verzorgd ook een watergekoelde slagerij, drie monumentale fonteinen en waterkrachtcentrales die in 2020 nog steeds duurzame energie leveren. De technische innovaties die er voor nodig waren hebben er aan bijgedragen dat Augsburg een pionier in de waterbouwkunde is geworden.

## Geschiedenis

### Romeinse tijd

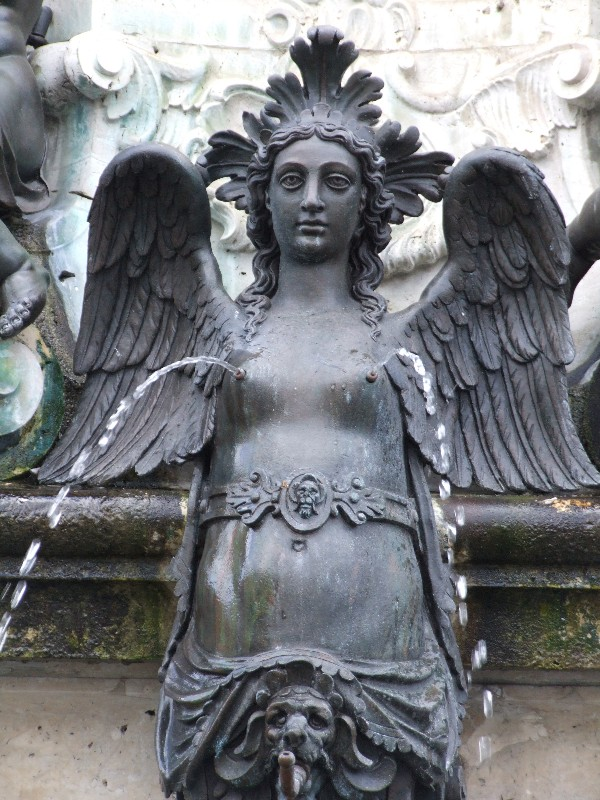
Vrouwelijke Herme bij de Augustusfontein, die water uit haar borsten spuit als symbool van overvloed en rijkdom

Een Romeins militair kamp aan de samenloop van de rivieren Wertach en Lech vormde de afscherming van de Romeinse stad Augusta Vindelicum. Deze stad groeide uit tot de hoofdstad van de Romeinse provincie Raetia en van daaruit ontwikkelde zich de stad Augsburg. Om de stad te beschermen tegen frequent voorkomende zware overstromingen werd de militaire nederzetting gebouwd op een hoog terras tussen de twee rivieren. Het terras van Augsburg ligt ongeveer 10 tot 15 meter boven de rivierdalen. Door deze verhoogde ligging ontbrak het aan natuurlijk stromend water in de nederzetting, waardoor het waterbeheer van elementair belang werd.
Diepe grondwaterbronnen waren waarschijnlijk de belangrijkste bron van drinkwater voor de Romeinse stad. De Romeinen legden een lange-afstandswaterleiding aan om in hun behoefte aan bedrijfswater te voorzien. Op basis van de topografie en archeologische vondsten wordt aangenomen dat deze langeafstandswaterleiding als open kanaal een water uit het gebied van Igling, Schwabmühlhausen en/of Hurlach over ongeveer 35 km naar de stad leidde. Het water werd vermoedelijk vooral onttrokken aan het riviertje Singold. Het kanaal maakte gebruik van de natuurlijke helling van ongeveer 3 promille van het terras. Aanvankelijk volgde het de oostelijke rand van het Hochterrasse, tussen Haunstetten en Göggingen ging het over naar de westelijke rand en leidde het naar de Romeinse stad bij de westelijke poort, die zich bevond in het gebied waar nu het hoofdspoorwegstation en het het diaconessenziekenhuis gevestigd zijn. De geschatte volumestroom van het kanaalwater bedroeg ongeveer 1,2 m³/s.
Het Romeinse kanaal zou vanaf ongeveer 20 na Chr. drie of vier eeuwen in gebruik zijn geweest. Het leverde water en waterkracht voor ambachtelijke bedrijven, nog voordat de stad werd gebouwd. Met het water konden ook de latrines worden gespoeld. Of de gemeenschappelijke baden met dit water werden gevoed is niet duidelijk. Het Romeinse bad in Königsbrunn is een voorbeeld van het gebruik van een waterleiding voor een openbaar bad buiten Augsburg.
In tegenstelling tot eerdere veronderstellingen was de Romeinse langeafstandswaterleiding blijkbaar niet in steen gebouwd, maar van houten planken die met staven werden vastgezet en waarvan de kieren met klei waren afgedicht. Een archeologisch onderzoek tussen 1966 en 1970 in Göggingen bracht aan het licht dat de watervoorziening niet een kanaal betrof, maar bestond uit een complex van watergangen waarbinnen ten minste 12 afzonderlijke, opeenvolgende kanalen te onderscheiden waren. Ze waren tussen 1 en 2 meter breed en ongeveer 0,5 meter diep. Bij een in 2011 op het terrein van Erdgas Schwaben in Göggingen uitgevoerde opgraving kon voor het eerst een horizontaal verlopend gedeelte van de waterleiding worden onderzocht.
Met het einde van de Romeinse periode is deze waterpijp vergaan. De plaatsnaam Graben, in een document in 1063 vermeld als "ecclesia Grabon", verwijst vermoedelijk naar een slootachtig kanaal in het terrein, dat hier in de Middeleeuwen nog de loop van het voormalige kanaal markeerde. Tegenwoordig is dit kanaal alleen nog met het blote oog te zien in een bosrijke omgeving bij Hurlach, en op andere plaatsen door middel van luchtfoto-archeologie.

### Kanalen in de Middeleeuwen

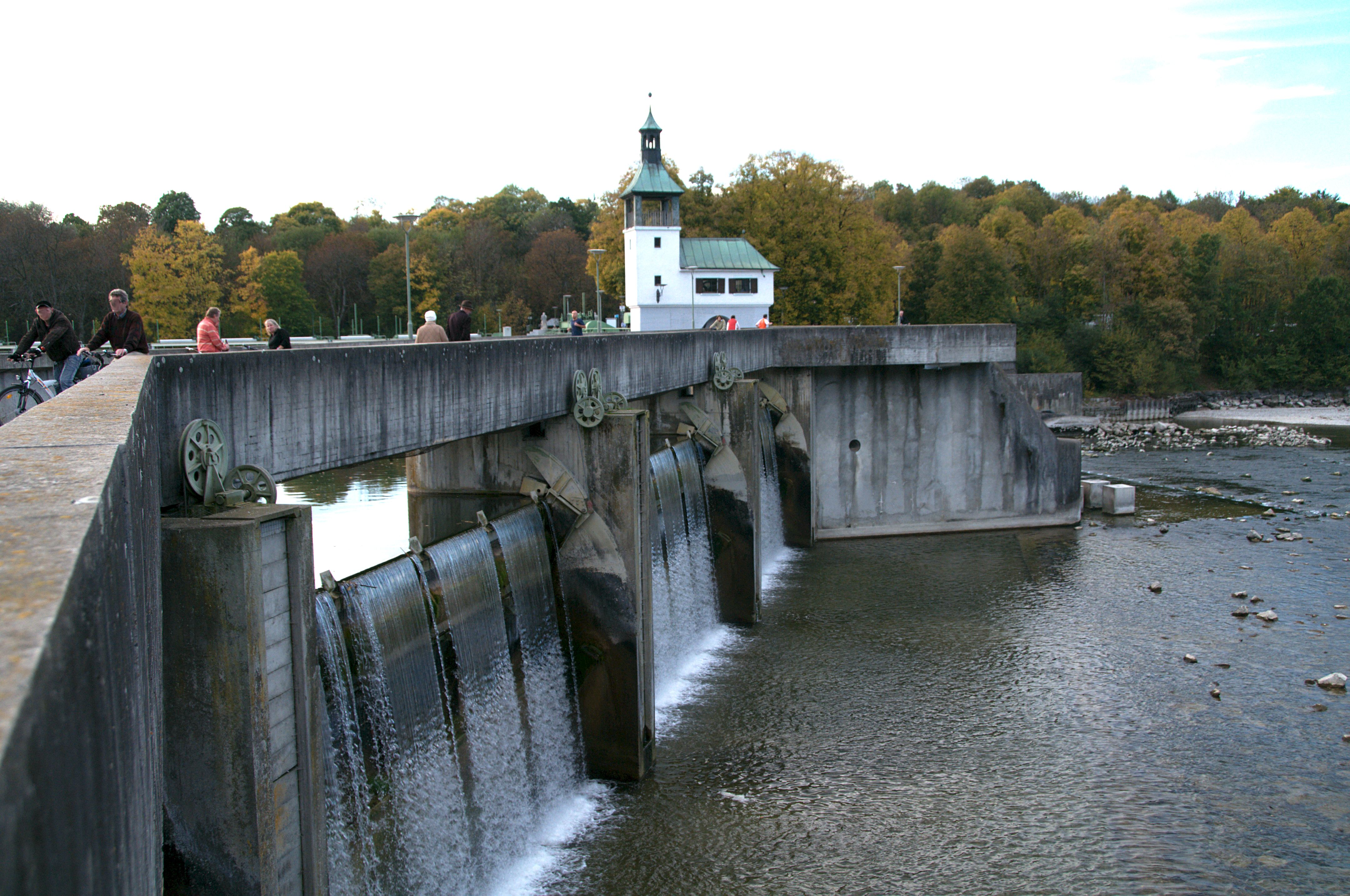
Hochablass

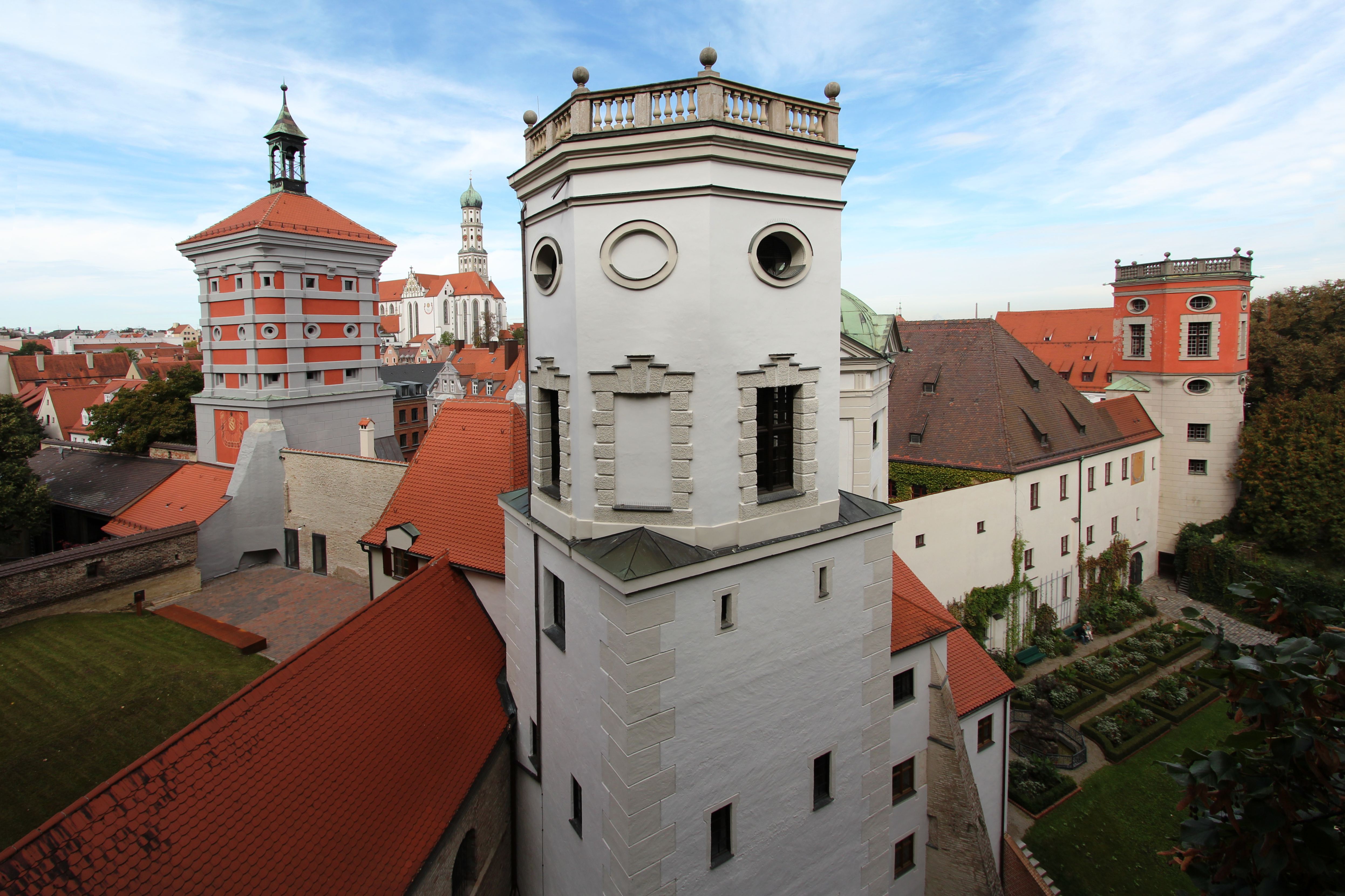
De oudste watertoren van Duitsland bij de Rotes Tor

Uiterlijk in de Middeleeuwen werden kanalen gegraven om het water van de rivier de Lech vanuit het zuiden naar de ondergelegen gebieden van de stad te leiden. Deze liepen niet zoals de Romeinse langeafstandswaterleiding op de top van het hoge terras, maar enkele meters lager aan de westelijke rand van het Lech-dal. Vier kanalen vanaf de Lech werden bij naam genoemd in de stadsrechten van Augsburg van 1276. De kanalen van de Lech werden herhaaldelijk uitgebreid en gewijzigd. Deze waterbouwkunde heeft het netwerk van open, bovengrondse kanalen gecreëerd die vandaag de dag bestaan en aanzienlijke volumestromen van stromend water met zich meebrengen.
De kracht van stromend water was vroeger de energiebron bij uitstek. Eeuwenlang werd het kanaalsysteem gebruikt voor het gebruik van waterkracht door molens en ambachtslieden, als bedrijfswater voor bijvoorbeeld het verven en looien en voor het vervoer van goederen per vlot. Het heeft dus een belangrijke bijdrage geleverd aan de economische welvaart van de vrije stad Augsburg. Bovendien speelden de grachten een belangrijke rol in de hygiëne van de stad, omdat ze ook werden gebruikt voor de afvoer van afval en rioolwater voordat er een moderne afvalverwijdering of een alluviale kanalisatiesysteem was.
In Augsburg wordt het rivierwater bij stuwen omgeleid, in kanalen door verschillende delen van de stad gepompt, waarbij gebruik wordt gemaakt van de natuurlijke helling van het terrein, en vervolgens uit de stad en weer terug in de rivierbedding geloosd. Aan het einde van het proces stromen alle kanalen terug naar dezelfde rivier waar het water vandaan komt. Door middel van stuwen en poorten kunnen de volumestromen in de kanalen gecontroleerd en constant gehouden worden, grotendeels onafhankelijk van de waterfluctuaties van de rivier. Aangezien de kanalen normaal gesproken een constant debiet hebben, vereisen wijzigingen en onderhoudswerkzaamheden aan deze kanalen een goed gecoördineerde regeling van de debieten in het hele netwerk.
De hoogwaterafvoerstuw in de Lech, waarnaar de oudste referenties uit 1346 stammen, zorgt het hele jaar door voor een constante watertoevoer naar de Lech-kanalen. Er waren verschillende geschillen tussen Augsburg en het naburige hertogelijke Beieren over deze stuw en het gebruik van het Lech-water dat ermee gepaard gaat. In 1462 verleende keizer Friedrich III Augsburg het gedocumenteerde recht om zoveel water uit de Lech te halen als de stad wilde. De Hochablass-stuw werd in 1552 en 1911/12 verplaatst en zwaar verbouwd. Vandaag de dag vervult het nog steeds zijn belangrijke functie om Augsburg van water uit de Lech te voorzien. De hoeveelheid water die aan de hoge afvoer wordt onttrokken is ongeveer 45 m³/s. Daarnaast is er nog 3 m³/s, die vanaf de Lech ongeveer 14 km verder stroomopwaarts bij een andere stuw wordt genomen en die de Lochbach in het riool van Augsburg invoert ("Lochbachanstich" bij de huidige Lech-stuwdam 22 - Unterbergen).
Gescheiden van de Lech-grachten werd ten westen van de stad een apart grachtenstelsel gegraven om de waterkracht van het Singold en sinds het einde van de 16e eeuw ook de Wertach te benutten. Het omvat het huidige fabriekskanaal, Wertachkanal, Holzbach en Senkelbach (ca. 28,5 m³/s in het fabriekskanaal), Mühlbach en Hettenbach (ca. 2 m³/s) en enkele kleinere kanalen.
Nog in het begin van de 19e eeuw waren er 148 ondervoorbezette waterraderen in het stadsgebied.
Vandaag de dag hebben de Lech-kanalen een totale lengte van 77,7 km, de Wertach-kanalen van 11,6 km.

### Bijkomende toepassingen
Een fantasierijk gebruik van de grachten in Augsburg wordt gedemonstreerd door de Augsburg Stadtmetzg, het modernste gebouw van het slagersgilde tot nu toe. De Augsburgse stadsbouwmeester Elias Holl bouwde het 1606-1609 over een Lech-kanaal, dat van buitenaf niet zichtbaar is, omdat het kanaal voor en na het gebouw bedekt is. De constante stroom van vers water hield de vleesproducten daar koel en het slachtafval kon naar het water worden gebracht. Het gebouw is bewaard gebleven, maar dient vandaag de dag andere doeleinden.
Vanuit het Augsburgse grachtenstelsel was het ook mogelijk om de brede sloten van de Augsburgse stadsversterkingen aan de buitenkant van de stadswallen en bastions te laten onderlopen voor verdedigingsdoeleinden. Toen de stadsversterkingen in de 19e eeuw niet meer in gebruik waren, werden ze grotendeels afgebroken en gedeeltelijk overbouwd. De buitenste gracht die aan de Jakobervorstadt (Jakobswijk) grenst, is echter nog steeds bewaard gebleven. Het wateroppervlak wordt door de Augsburgers gewaardeerd vanwege de idyllisch rustige en met bomen bedekte waterspiegel en wordt gebruikt voor boottochten op de Augsburgse Kahnfahrt.

### Industrialisatie
In de 19e en het begin van de 20e eeuw werden de grachten in Augsburg bepalend voor de industrialisatie van de stad. Zij brachten nieuwe economische welvaart in de stad, die met het verlies van haar keizerlijke rijksvrijheid en de val van Beieren in 1806 veel van haar vroegere omvang had verloren.
Grote bedrijven vestigen zich op open plekken aan de rand van de stad. Er werden nieuwe kanalen voor het industriële gebruik van waterkracht voor hen gegraven. De grootste sector was de textielindustrie. Zo ontstond het textielkwartier Augsburg en profiteerden voorsteden als Haunstetten, Göggingen en Pfersee, die nu zijn ingelijfd, van de groei van de nieuwe grote werkgevers. Andere grote industrietakken die gebruik maakten van de waterkracht van het Augsburgse kanaalsysteem waren machinefabrikanten zoals Sander'sche Maschinenfabrik, die zijn naam meermaals veranderde en uiteindelijk de machinebouwgroep MAN en de drukpersfabrikant MAN Roland werd, evenals Haindl Papier, doorheen de tijd meermaals de grootste papierfabrikant in Duitsland. Zonder de grachten in Augsburg zou de Duitse industriële geschiedenis een andere wending hebben genomen.
Musea die deze aspecten van de geschiedenis van de stad presenteren zijn het Nationaal Textiel- en Industrieel Museum (TIM) en het MAN-Museum voor Technologie en Transport. In het fabriekskasteel toont het Turbine Museum van Augsburg de turbinetechniek van de in 1837 opgerichte mechanische katoenspinnerij en weverij Augsburg (SWA). In het Glaspaleis Augsburg, een ander groot gebouw van dit textielbedrijf, zijn nu verschillende kunstmusea gevestigd, waardoor het particuliere, op de monumentenlijst geplaatste gebouw toegankelijk is voor het publiek.

### Drinkwater
De keizerlijke stad Augsburg was aan het einde van de Middeleeuwen zeer welvarend. De wethouders hebben al in een vroeg stadium een centraal drinkwaterleidingnet voor hun burgers opgezet. Het begon in het begin van de 15e eeuw in het Ulrichsviertel, vanaf de 16e eeuw werd het hele stadsgebied bevoorraad.
Rivierwater zoals dat van de Lech is door zijn onzuiverheden nauwelijks geschikt als drinkwater. In Augsburg werd, zoals bijna overal, drinkwater uit het grondwater gehaald via putten. Door de bijzondere geologische situatie van het Lechfeld, een grindvlakte ten zuiden van Augsburg in de ijstijd, kon ook het heldere bronwater van de Brunnenbach, dat ten zuiden van de stad ontspringt, naar de stad worden geleid. In tegenstelling tot de Lech, Wertach en Singoldwasser was dit water zeer geschikt om te drinken en werd het gebruikt om de putten te voeden, vandaar de naam van het water dat de putten voedde.
De centrale drinkwatervoorziening maakte gebruik van waterkunsttechnieken en het principe van de watertoren. Hier wordt het drinkwater eerst in een verhoogde tank gepompt. Van daaruit wordt het gevoed in een leidingnetwerk zonder pompen, uitsluitend door de zwaartekracht. Op deze manier wordt een constante waterdruk bereikt. De onttrekking van het leidingwater kan variabel zijn naargelang de vraag en heeft slechts een geringe invloed op de druk. De oudste watertoren van Augsburg werd gebouwd in 1416. In de loop van de uitbreiding van de drinkwatervoorziening zijn er nog meer watertorens bijgekomen; de bestaande zijn meerdere malen verbouwd en verhoogd. Vóór 1843 waren in Augsburg zeven waterleidingbedrijven met negen watertorens in gebruik.
In waterleidingbedrijven aan de voet van de torens werd het water meestal opgetild door middel van zuigerpompen die door waterraderen werden aangedreven. Op deze manier diende het gekanaliseerde rivierwater om de stad van drinkwater te voorzien door middel van zijn waterkracht: water dat wordt opgetild. Er was een speciale technische waterkunstoplossing in de onderste bronnentoren, waar het drinkwater sinds 1538 in een speciaal apparaat, de Machina Augustana, werd opgetild met behulp van een opstelling van boven elkaar geplaatste Archimedische schroeven. De uitvinding sloeg echter niet aan op de lange termijn en werd later vervangen door zwenkpompen.
Het waterleidingbedrijf van de Rode Poort, gebouwd in 1414, is het oudste bestaande waterleidingbedrijf in Duitsland en waarschijnlijk in Midden-Europa. Het diende om Augsburg meer dan 460 jaar van drinkwater te voorzien. Via het aquaduct bij de Rode Poort werd het drinkwater uit de Brunnenbach en het apart geleide water uit het Lechkanal Lochbach over de gracht naar het waterleidingbedrijf geleid. Vandaag de dag is het waterleidingbedrijf bij de Rode Poort een museum. Hoewel de technische installaties er niet meer zijn, worden ze wel uitgelegd aan de hand van borden en modellen.
Vanuit de watertorens werd het drinkwater door een netwerk van buizen, die niet van metaal waren, maar van geboorde houten boomstammen, zogenaamde dissels, over de stad verspreid. Het voedde openbare putten en particuliere huisaansluitingen. De hoogte van de Grote Watertoren was voldoende om het niveauverschil te overbruggen van de Rode Poort in het Lech-dal naar de bovenstad op het Hoge Terras en de Maximilianstrasse daar.
De technische ontwikkeling en het onderhoud van de watervoorziening was de verantwoordelijkheid van een bijzonder verantwoordelijk bureau, dat van de fonteinmeester. Caspar Walter (1701-1769), die in 1754 de Hydraulica Augustana schreef, een baanbrekend, uitgebreid handboek over alle aspecten van de waterkunst, wordt beschouwd als de belangrijkste fonteinmeester van Augsburg. De fonteinmeesters woonden in Augsburg bij het oudste waterleidingbedrijf, dat van bij de Rode Poort, in het huis van de bovenste fonteinmeesters. Tot het tot op heden bewaard gebleven huizenensemble behoren ook het lager gelegen Brunnenmeisterhuis (waar vandaag de dag het Zwabische Vakmansmuseum is gevestigd) en de Brunnenmeisterhof.

## UNESCO-criteria
Het waterbeheersysteem van Augsburg voldoet aan UNESCO criterium ii omdat het belangrijke technologische innovaties heeft opgeleverd, die de leidende positie van Augsburg als pionier op het gebied van waterbouwkunde in stand hebben gehouden. De strikte scheiding tussen drinkwater en proceswater werd al in 1545 ingevoerd, lang voordat uit onderzoek naar hygiëne bleek dat onzuiver water de oorzaak was van veel ziekten. Er ontstond een internationale uitwisseling van ideeën over watervoorziening en wateropwekking, die op hun beurt lokale ingenieurs inspireerden in hun streven naar innovaties, waarvan vele voor het eerst in Augsburg werden getest en geïmplementeerd.
Het Waterbeheersysteem van Augsburg voldoet aan UNESCO criterium iv omdat dit het gebruik van waterbronnen en de productie van zeer zuiver water als basis voor de voortdurende groei van een stad en haar welvaart sinds de Middeleeuwen illustreert. De architectonische en technologische monumenten behouden opeenvolgende sociaal-technische ensembles die levendig getuigen van de stedelijke administratie en het beheer van het water van de stad die de voorrang gaven aan twee belangrijke fasen in de menselijke geschiedenis: het water "kunst" van de Renaissance, en de Industriële Revolutie.
De integriteit van het waterbeheersysteem van Augsburg is gebaseerd op de functionele eenheid en de volledigheid van een geïntegreerde groep van 22 onderling afhankelijke elementen, uitgedrukt in zes typologieën van structuren die een getuigenis zijn van het lange en continue beheer van het watersysteem van de stad. Het technisch-architectonische ensemble dat het systeem vormt, is voldoende groot en vertegenwoordigt volledig de kenmerken en processen die het eigendom zijn belang verlenen. De integriteit van het eigendom verwijst naar een goed dat in zijn huidige staat het resultaat is van een lange opeenvolging van aanpassingen, wijzigingen en vervangingen gedurende meer dan 700 jaar.
Het Waterbeheersysteem van Augsburg is een uitzonderlijk bewaard gebleven bouwwerk dat de ontwikkeling van een stedelijk watermanagementsysteem sinds de middeleeuwen documenteert. De functie van het systeem is gebaseerd op het bewaard gebleven ensemble van waterbeheerfuncties zoals kanalen, waterlopen, waterleidingbedrijven voor de productie van drinkwater, hydrotechnische structuren en gebouwen, een drie-eenheid van fonteinen van buitengewone artistieke kwaliteit, een watergekoelde vleessnij-, verwerkings- en verkoopfaciliteit en een reeks waterkrachtcentrales.

## Beierse erfgoedlijst
Alle 22 elementen van het waterbeheersysteem van Augsburg zijn opgenomen in de Beierse erfgoedlijst. Ze zijn wettelijk beschermd in overeenstemming met de Beierse wet op de bescherming van het erfgoed. Alle belangrijke onderhouds- of wijzigingsmaatregelen en alle bouwkundige ingrepen moeten met de lagere monumentenzorg van de stad Augsburg worden gecoördineerd en moeten volgens de wet op de monumentenzorg worden goedgekeurd. Grote delen van het onroerend goed liggen in natuurbeschermings- en FFH-gebieden (Flora-Fauna-Habitats) of binnen de bestaande monumentenzorggebieden 'Ensemble Old Town Augsburg' en 'Olympic Canoe Course'. Dit zorgt voor extra bescherming van het terrein, omdat er naast de bouw- en erfgoedbescherming ook strenge regels bestaan voor waterkwaliteitscontrole en natuurbehoud. De bescherming, het duurzame gebruik, de ontwikkeling en de ontwerpkwaliteit van het pand en de omgeving worden ook gewaarborgd door verschillende verordeningen, masterplannen en richtlijnen die de stad Augsburg heeft opgesteld. Er zijn bufferzones aangewezen en in kaart gebracht, maar de beschermende maatregelen in de bredere omgeving van het pand moeten worden versterkt. Een Werelderfgoedkantoor is verantwoordelijk voor de coördinatie en het behoud en het goede beheer van het onroerend goed. Het controleert onder andere projecten en geplande constructies op hun verenigbaarheid met de Wereld Erfgoedrichtlijn.
Dom van Aken · Abdij en Altenmünster van Lorsch · Slot Augustusburg en slot Falkenlust in Brühl · Bamberg · Bauhaus en zijn sites in Weimar, Dessau en Bernau · Klassiek Weimar · Fagusfabriek · Rammelsbergmijnen en historische stad Goslar · Dom van Keulen · Hanzestad Lübeck · Luthergedenkplaatsen in Eisleben en Wittenberg · Abdij van Maulbronn · Groeve Messel · Fürst-Pückler-Park Bad Muskau · Kloostereiland Reichenau · Museuminsel in Berlijn · Parklandschap Dessau-Wörlitz · Stiftskerk, kasteel en historisch centrum van Quedlinburg · Bedevaartskerk van Wies · Historisch centrum van Regensburg met Stadtamhof · Romeinse monumenten, Dom en Onze-Lieve-Vrouwekerk in Trier · Oude en voorhistorische beukenbossen van de Karpaten en andere regio's van Europa · Paleizen en parken van Potsdam en Berlijn · Michaeliskirche en Dom van Hildesheim · Dom van Speyer · Historisch centrum van Stralsund en Wismar · Stadhuis en Rolandstandbeeld van Bremen · Grenzen van het Romeinse Rijk: Opper-Germaans-Raetische limes · Bovenloop van het Midden-Rijndal · IJzersmelterij van Völklingen · Kasteel Wartburg · Residentie van Würzburg · Kolenmijn en industriecomplex Zeche Zollverein in Essen · Modernistische woonwijken in Berlijn · Waddenzee · Prehistorische paalwoningen in de Alpen · Markgrafelijk Operahuis in Bayreuth · Bergpark Wilhelmshöhe · Karolingisch westwerk en Civitas Corvey · Speicherstadt en het Kontorhausviertel met het Chilehaus in Hamburg · Architecturaal werk van Le Corbusier (Weißenhofsiedlung) · Grotten en kunst uit de ijstijd in de Zwabische Jura · Archeologisch grenslandschap van Hedeby en de Danevirke · Dom van Naumburg ·  Mijnstreek Erzgebirge/Krušnohoří · Waterbeheersysteem van Augsburg · Historische kuuroorden van Europa (Bad Ems, Baden-Baden en Bad Kissingen) · Mathildenhöhe Darmstadt · Grenzen van het Romeinse Rijk - De Neder-Germaanse limes · ShUM-sites van Speyer, Worms en Mainz · Grenzen van het Romeinse Rijk - De Donaulimes (Westelijk gedeelte)  · Joods-middeleeuws erfgoed van Erfurt · Complex van de residentie van Schwerin · Moravische kerknederzettingen (Herrnhut)